# Gaj Zacisze
Gaj Zacisze – osiedle miasta Trzebinia, w powiecie chrzanowskim, w województwie małopolskim. Osiedle Gaj Zacisze to najmłodsze osiedle miasta Trzebinia, utworzone 28 listopada 2008 roku, w wyniku podziału osiedla Energetyków (jest to dawny przysiółek o nazwie Gaj, nazywany wcześniej także Gaj-Wieś), znajdujące się w pobliżu Elektrowni Siersza.